# Chlamydopus clavatus
Chlamydopus clavatus är en svampart som beskrevs av Speg. 1898. Chlamydopus clavatus ingår i släktet Chlamydopus och familjen Agaricaceae.   Inga underarter finns listade i Catalogue of Life.